# Schmidtova spojka
Schmidtova spojka je spojka koja se upotrebljava za kompenzaciju velikog poprečnog pomaka. Spojka se sastoji od dvije krajnje ploče, srednje ploče, spojnih dijelova i osovinica koje povezuju te ploče. Spojka ne može raditi s većim razmakom između vratila od 4 razmaka između bližih osovinica.

## Povijest
Godine 1960. NASA je naručila Richardu Schmidtu iz Madisona u Alabami da razvije propulzijski sustav (pogonski sustav) za rakete u okruženjima bez gravitacije. Jedno od predloženih rješenja bilo je sustav rotirajućih diskova s težištem smještenim duž njihovih kružnica. Za prijenos snage na te diskove, Schmidt je koristio rotirajuće klizne ručice slične onima koje se koriste za prijenos snage za kotače parne lokomotive.
Slična konstrukcija bila je poznata njemačkim inženjerima već neko vrijeme, ali oni nisu mogli sprovesti teoriju u praksi jer su pogrešno pretpostavili da će središnji disk zahtijevati vlastiti ležaj. Schmidt je otkrio da središnji disk zapravo može preuzeti svoje središte vrtnje.
Schmidt je dodatno usavršio konstrukciju, stvarajući spojni sustav koji jamči potpuno pravi kut vrtnje u svakom trenutku. Osim toga, Schmidtova konstrukcija isključuje stvaranje vanjskih sila, jer se njegove sile guranja i povlačenja izmjenjuju i preklapaju u sinusoidnom uzorku.
U svibnju 1963. Schmidt je podnio zahtjev za patent za svoj "spoj za precizan kutni prijenos rotacijskog gibanja" u patentnom uredu u Münchenu, Njemačka. Patent za Schmidtovu spojnicu, kako je postao poznat, odobren je u veljači 1967.